# League of Legends EMEA Championship
League of Legends EMEA Championship, més conegut pel seu acrònim LEC, és la lliga professional d'esports de League of Legends dirigida per Riot Games a la regió EMEA (Europa, Orient Mitjà i Àfrica), en la qual competeixen deu equips. Cada temporada anual de joc es divideix en tres divisions, hivern, primavera i estiu. Al final de la temporada, els equips amb millor rendiment es classifiquen per al Campionat del Món anual de League of Legends. La LEC representa el nivell més alt de joc de League of Legends a EMEA.
Amb l'excepció d'alguns esdeveniments de gira, totes les partides de la LEC es juguen en directe a l'estudi de Riot Games a Adlershof, Berlín, Alemanya. A més d'una petita audiència d'estudi, tots els jocs s'emeten en directe en diversos idiomes a Twitch i YouTube, amb emissions que atrauen regularment més de 300.000 espectadors.

## Noms anteriors
- 2013-2018: European League of Legends Championship Series (EU LCS)
- 2019-2022: League of Legends European Championship (LEC)
- 2023–actualitat: League of Legends EMEA Championship (LEC)

## Format actual[2]
Des del canvi de la lliga el 2023, 10 equips franquiciats, competeixen a la LEC. Cada any es divideix en tres parts. Els playoffs de cada part atorguen premis en efectiu i punts de campionat, que s'utilitzen per determinar la classificació per a les finals de la temporada.
Els tres campions de cada part de l'any, més equips addicionals basats en els punts de campionat, competeixen a les finals de temporada. La final de la temporada és un grup de doble eliminació, amb els 4 primers classificats classificant-se per al grup superior.
Fase 1
- 10 equips.
- Una volta, al millor de u.
- Els 8 millors equips passen a la fase 2.

Fase 2
- 8 equips repartits en 2 grups de 4.
- Doble eliminació, al millor de tres.
- Els 2 millors equips de cada grup passen a la fase 3.

Fase 3 (Playoffs)
- 4 equips.
- Doble eliminació, al millor de cinc.

El guanyador de la temporada de primavera classifica per al Mid Season Invitational (MSI). Els quatre millors equips de les finals classifiquen al Mundial.

## Resultats
| Any  | Temporada anual | Campió     | Subcampió        |
| ---- | --------------- | ---------- | ---------------- |
| 2013 | Primavera       | Fnatic     | Gambit Gaming    |
| 2013 | Estiu           | Fnatic     | Lemondogs        |
| 2014 | Primavera       | Fnatic     | SK Gaming        |
| 2014 | Estiu           | Alliance   | Fnatic           |
| 2015 | Primavera       | Fnatic     | Unicorns of Love |
| 2015 | Estiu           | Fnatic     | Origen           |
| 2016 | Primavera       | G2 Esports | Origen           |
| 2016 | Estiu           | G2 Esports | Splyce           |
| 2017 | Primavera       | G2 Esports | Unicorns of Love |
| 2017 | Estiu           | G2 Esports | Misfits Gaming   |
| 2018 | Primavera       | Fnatic     | G2 Esports       |
| 2018 | Estiu           | Fnatic     | Shalke 04        |
| 2019 | Primavera       | G2 Esports | Origen           |
| 2019 | Estiu           | G2 Esports | Fnatic           |
| 2020 | Primavera       | G2 Esports | Fnatic           |
| 2020 | Estiu           | G2 Esports | Fnatic           |
| 2021 | Primavera       | MAD Lions  | Rogue            |
| 2021 | Estiu           | MAD Lions  | Fnatic           |
| 2022 | Primavera       | G2 Esports | Rogue            |
| 2022 | Estiu           | Rogue      | G2 Esports       |
| 2023 | Hivern          | G2 Esports | MAD Lions        |
| 2023 | Primavera       | MAD Lions  | Team BDS         |
| 2023 | Estiu           | G2 Esports | Excel            |
| 2023 | Finals          | G2 Esports | Fnatic           |
| 2024 | Hivern          | G2 Esports | MAD Lions KOI    |
| 2024 | Primavera       | G2 Esports | Fnatic           |